# غردينية إسفينية
غَردينية إسفينية (الاسم العلمي:Gardenia cuneata) هي نوع من النباتات يتبع جنس الغردينية من الفصيلة الفوية.